# Trenino elettrico
Il trenino elettrico è la riproduzione in scala più o meno approssimata di un reale treno che utilizza, per muoversi nel campo del modellismo ferroviario, una locomotiva in miniatura mossa da motore elettrico.
Esso può essere sia un semplice trenino giocattolo oppure un modellino. In quest'ultimo caso, la riproduzione avviene con maggior realismo, quindi in questo caso si parla di modellismo ferroviario. Case produttrici di modelli ferroviari sono la storica Rivarossi in Italia, ora acquisita dall'inglese Hornby insieme alla Lima, l'altro marchio storico italiano, l'austriaca Roco, le tedesche Fleischmann e Märklin. Quest'ultima adotta l'alimentazione a corrente alternata, al contrario delle precedenti, che adottano la continua. Esistono poi case produttrici di modelli di altissimo pregio (e prezzo) come l'italiana Top Train e la tedesca MicroMetakit o che puntano all'esattezza della riproduzione in scala come l'italiana Acme.

## Sistema a due rotaie
L'alimentazione elettrica avviene a bassa tensione in corrente continua per mezzo di un alimentatore, composto dal trasformatore, dal raddrizzatore e dai circuiti di regolazione. Il motore funziona prendendo corrente tramite le ruote metalliche dallo stesso binario su cui viaggia. Le traversine sono in plastica e quindi le rotaie risultano isolate tra loro. Questo sistema è quello maggiormente diffuso.
Una variante del sistema si ha con locomotive elettriche che possono prendere alimentazione tramite il pantografo da una linea elettrica in scala; in questo caso uno dei poli anziché essere collegato ad una delle rotaie lo è alla linea aerea.
Questo sistema ha il vantaggio estetico di avere un armamento (le rotaie) più realistico. Gli svantaggi sono costituiti da una minore sicurezza nella conduzione di corrente ed una maggiore sensibilità allo sporco e alla polvere.

## Sistema a tre rotaie
Esiste inoltre un secondo tipo di alimentazione, il quale utilizza sempre la bassa tensione con trasformatore, ma usualmente a corrente alternata. In questo caso il motore funziona prendendo corrente tramite un pattino metallico (montato sotto la locomotiva) che scivola sopra una terza rotaia centrale isolata, invisibile in quanto formata da piccoli punti di contatto in corrispondenza delle traversine del binario.
Le due rotaie laterali invece, sono elettricamente collegate tra loro. Questo sistema offre alcuni vantaggi nella realizzazione dei tracciati richiedendo meno sezionamenti. Nei modelli attuali è stata eliminata la rumorosità dovuta al pattino.
Questo sistema viene sostenuto dalla nota marca tedesca Märklin.